# U-753
U-753 je bila nemška vojaška podmornica Kriegsmarine, ki je bila dejavna med drugo svetovno vojno.

## Zgodovina
Podmornica je bila potopljena 13. maja 1943 v severnemu Atlantiku v spopadu s kanadsko korveto HMCS Drumheller (K 167) in britansko fregato HMS Lagan (K 259) ter kanadskim letalom; umrlo je vseh 47 članov posadke.

## Poveljniki
| Poveljniki |                 |                               |                             |
| Št.        | Čin             | Ime                           | Poveljstvo                  |
| 1.         | Kapitan fregate | Alfred Manhardt von Mannstein | 18. junij 1941–13. maj 1943 |

## Tehnični podatki
| Kategorije                                    | Podatki                       |
| --------------------------------------------- | ----------------------------- |
| Teža (t): na površju pod površjem polna Teža  | 769 871 1.070                 |
| Dolžina (m) - tlačni trup (m)                 | 67,10 - 50,50                 |
| Širina (m) - tlačni trup (m)                  | 6,20 - 4,70                   |
| Izpodriv (m)                                  | 4,74                          |
| Višina (m)                                    | 9,6                           |
| Moč (hp): na površju pod podvršjem            | 3.200 750                     |
| Hitrost (vozlov): na površju pod podvršjem    | 17,7 7,6                      |
| Doseg (milja/vozel): na površju pod podvršjem | 8.500/10 80/4                 |
| Torpeda/Torpedne cevi                         | 14/5 (4 na premcu, 1 na krmi) |
| Krovni top (mm)                               | 88                            |
| Mine                                          | 26 TMA                        |
| Posadka                                       | 44-52                         |
| Maksimalni potop (m)                          | 220                           |

## Potopljene ladje
| Datum            | Ime                             | Država   | Tonaža     | Usoda                |
| ---------------- | ------------------------------- | -------- | ---------- | -------------------- |
| 20. maj 1942     | George Calvert (tovorna ladja)  | ZDA      | 7.191 BRT  | potopljena (torpedo) |
| 27. maj 1942     | Hamlet (tanker)                 | Norveška | 6.578 BRT  | potopljena (torpedo) |
| 22. februar 1943 | N.T. Nielsen-Alonso (kitolovka) | Norveška | 9. 348 BRT | potopljena (torpedo) |